# Tetragnatha tincochacae
Tetragnatha tincochacae là một loài nhện trong họ Tetragnathidae.
Loài này thuộc chi Tetragnatha. Tetragnatha tincochacae được Ralph Vary Chamberlin miêu tả năm 1916.